# Punta Puysegur
La Punta Puysegur  es el punto que se encuentra más al suroeste de la Isla Sur de Nueva Zelanda donde se sitúa un faro, dentro del Parque nacional de Fiordland en la cabecera sur del fiordo de Preservation Inlet. Se sitúa a 145 km al oeste-noroeste de la ciudad de Invercargill. 

## Historia
El faro de Punta Puysegur se completó en febrero de 1879. La luz se encendió por primera vez en marzo de ese mismo año.
En 1942 la torre original de madera fue arrasada por el fuego. Según el informe oficial, el fuego se encendió por culpa de una persona demente,
En enero de 1943, se colocó la nueva sala del faro para reemplazar-la por la de madera ya destruida. La nueva luz alimentada por diésel-electricidad generada por el petróleo reemplazó a la original. 
En 1980, los guardianes se jubilaron y el faro fue sustituido por dos luces automáticas, el Cabo Providencey y el Windsor Point. En 1987, el Windsor Point fue cerrada y la luz del faro de Punta Puysegur fue restablecida.
El faro fue uno de los últimos en ser automatizado. Los encargados se retiraron en 1990.
En 1996, la luz original fue reemplazada con una luz moderna rotativa dentro de la torre original.
La nueva luz está equipada con una lámpara de tungsteno halógeno de 35 vatios y se alimenta de las baterías cargadas por paneles solares.
La luz se controla de forma remota desde la oficina marítima de Nueva Zelanda en Wellington.

## Terremoto
Un terremoto de gran magnitud en esta región el 15 de julio de 2009 empujó Punta Puysegur 30 cm más cercano hacia Australia.

## Acceso
El acceso actual es exclusivamente por vía marítima, a través de un punto de aterrizaje y carreteras en el Retiro de Otago. La costa contigua y los alrededores son muy boscosos.

## Clima
El clima de Punta Puysegur está influenciada por las cadenas montañosas de la Isla Sur. Estos desvían con vientos predominantes del oeste con un viento fuerte del noroeste. El promedio de los vientos de más de 40 millas por hora (la fuerza del vendaval) se producen en 100 días del año.

## Origen del nombre
El nombre de Puysegur fue dado por Jules de Blosseville, guardiamarina de La Coquille. En 1826 publicó un relato de la región, junto con un mapa en el que aparece el nombre de Puysegur, probablemente en honor del navegante francés M. de Puységur (1752-1809).